# Nolito
Nolito, właśc. Manuel Agudo Durán (ur. 15 października 1986 w Sanlúcar de Barrameda) – hiszpański piłkarz, który występował na pozycji pomocnika. W latach 2014–2016 roku reprezentant Hiszpanii. Uczestnik Mistrzostw Europy w 2016 roku.

## Kariera klubowa
Nolito rozpoczynał swoją karierę w szkółce klubu UD Algaida de Sanlúcar. W 2000 wstąpił do rezerw Atlético Sanluqueño, gdzie, trenowany przez Manolo Moscosio, grał z takimi piłkarzami jak chociażby José Manuel Jurado (FC Schalke 04). W lipcu 2008, po wygraniu Segunda División B z Écija Balompié, trafił do rezerw Barcelony. Do pierwszej drużyny został powołany po raz pierwszy 28 października 2008 na spotkanie Pucharu Króla z Benidormem. Nie zagrał tam jednak ani minuty. Ligowy debiut zaliczył 3 października 2010, zmieniając kontuzjowanego Pedro w 78. minucie meczu z Mallorcą (1:1). 10 listopada zdobył swoją pierwszą bramkę w barwach pierwszej drużyny przeciwko AD Ceuta w Pucharze Króla.
1 lipca 2013 oficjalnie został ogłoszony nowym zawodnikiem Celty Vigo. W lipcu 2016 przeszedł do Manchesteru City za 13,8 miliona funtów.

## Statystyki klubowe

### Klub
aktualne na dzień 19 maja 2019
| Klub            | Sezon        | Liga  | Liga   | Puchar | Puchar | Europa | Europa | Suma  | Suma   |
| Klub            | Sezon        | Mecze | Bramki | Mecze  | Bramki | Mecze  | Bramki | Mecze | Bramki |
| --------------- | ------------ | ----- | ------ | ------ | ------ | ------ | ------ | ----- | ------ |
| Écija Balompié  | 2006–07      | 31    | 2      | 5      | 3      | –      | –      | 36    | 5      |
| Écija Balompié  | 2007–08      | 40    | 13     | 0      | 0      | –      | –      | 40    | 13     |
| Écija Balompié  | Suma         | 71    | 15     | 5      | 3      | –      | –      | 76    | 18     |
| FC Barcelona B  | 2008–09      | 28    | 4      | –      | –      | –      | –      | 28    | 4      |
| FC Barcelona B  | 2009–10      | 40    | 12     | –      | –      | –      | –      | 40    | 12     |
| FC Barcelona B  | 2010–11      | 38    | 13     | –      | –      | –      | –      | 38    | 13     |
| FC Barcelona B  | Suma         | 106   | 29     | –      | –      | –      | –      | 106   | 29     |
| FC Barcelona    | 2010–11      | 2     | 0      | 3      | 1      | 0      | 0      | 5     | 1      |
| Benfica         | 2011–12      | 29    | 11     | 7      | 1      | 12     | 3      | 48    | 15     |
| Benfica         | 2012–13      | 6     | 1      | 6      | 0      | 3      | 0      | 15    | 1      |
| Benfica         | Suma         | 35    | 12     | 13     | 1      | 15     | 3      | 63    | 16     |
| Granada CF      | 2012–13      | 17    | 3      | –      | –      | –      | –      | 17    | 3      |
| Celta Vigo      | 2013–14      | 35    | 14     | 2      | 0      | –      | –      | 37    | 14     |
| Celta Vigo      | 2014–15      | 36    | 13     | 1      | 0      | –      | –      | 37    | 13     |
| Celta Vigo      | 2015–16      | 29    | 12     | 0      | 0      | –      | –      | 29    | 12     |
| Celta Vigo      | Suma         | 100   | 39     | 3      | 0      | – \|   | – \|   | 103   | 39     |
| Manchester City | 2016–17      | 19    | 4      | 5      | 0      | 6      | 2      | 30    | 6      |
| Sevilla FC      | 2017–18      | 30    | 4      | 5      | 1      | 5      | 0      | 40    | 5      |
| Sevilla FC      | 2018–19      | 4     | 0      | 3      | 0      | 4      | 1      | 11    | 1      |
| Kariera suma    | Kariera suma | 384   | 106    | 37     | 6      | 30     | 6      | 451   | 118    |

### Reprezentacyjne
aktualne na dzień 15 listopada 2016
| Reprezentacja | Rok  | Mecze | Bramki |
| ------------- | ---- | ----- | ------ |
| Hiszpania     |      |       |        |
| 2014          | 1    | 0     |        |
| 2015          | 4    | 0     |        |
| 2016          | 11   | 6     |        |
| Suma          | Suma | 16    | 6      |

## Sukcesy
- Écija Balompié:
  - Segunda División B: 2007/08
- FC Barcelona:
  - Puchar Króla: 2008/09